# 187 km (obwód leningradzki)
187 km (ros. 187 км) – przystanek kolejowy w miejscowości Manichino, w rejonie wołchowskim, w obwodzie leningradzkim, w Rosji. Położony jest na linii Wołchow - Murmańsk.